# Cyfrowy nomada
Cyfrowy nomada – osoba, która wykonuje pracę zdalną przy wykorzystaniu nowych technologii i nie jest przywiązana do jednego, konkretnego miejsca zamieszkania. Cyfrowi nomadzi zwykle wyznają filozofię minimalizmu i ograniczają posiadanie rzeczy do minimum, za to skupiają się gromadzeniu doświadczeń niematerialnych. Pracują wszędzie tam, gdzie mają dostęp do internetu - w tymczasowych mieszkaniach, hotelach, bibliotekach publicznych, przestrzeniach coworkingowych czy kamperach, korzystając z Wi-Fi, smartfonów lub mobilnych hot spotów.

## Etymologia
Jednym z pierwszych cyfrowych nomadów był Steve Roberts, który w 1983 roku jeździł na skomputeryzowanym poziomym rowerze i został opisany w magazynie Popular Computing, który określił go jako „nomadę nowoczesnych technologii" ("high-tech nomad").
Termin "cyfrowy nomada" zaczął być używany na początku lat 90. XX wieku, aby opisać nowy rodzaj stylu życia, który stał się możliwy dzięki rozwojowi sieci komputerowych i popularyzacji mobilnych urządzeń, takich jak laptopy, tablety i palmtopy.
W książce pt. Digital Nomad z 1997 roku autorstwa Tsugio Makimoto i Davida Mannersa użyto tego terminu do opisania, w jaki sposób technologia pozwala na powrót społeczeństw do koczowniczego trybu życia. Makimoto i Manners zidentyfikowali w niej wyłaniający się styl życia „cyfrowych nomadów”, uwolniony dzięki technologii „od ograniczeń geograficznych i odległości".
Współcześnie, termin "cyfrowy nomada" odnosi się do szeroko pojętej kategorii mobilnych profesjonalistów, którzy są niezależni od lokalizacji i są w stanie pracować zdalnie z dowolnego miejsca na świecie z dostępem do internetu.

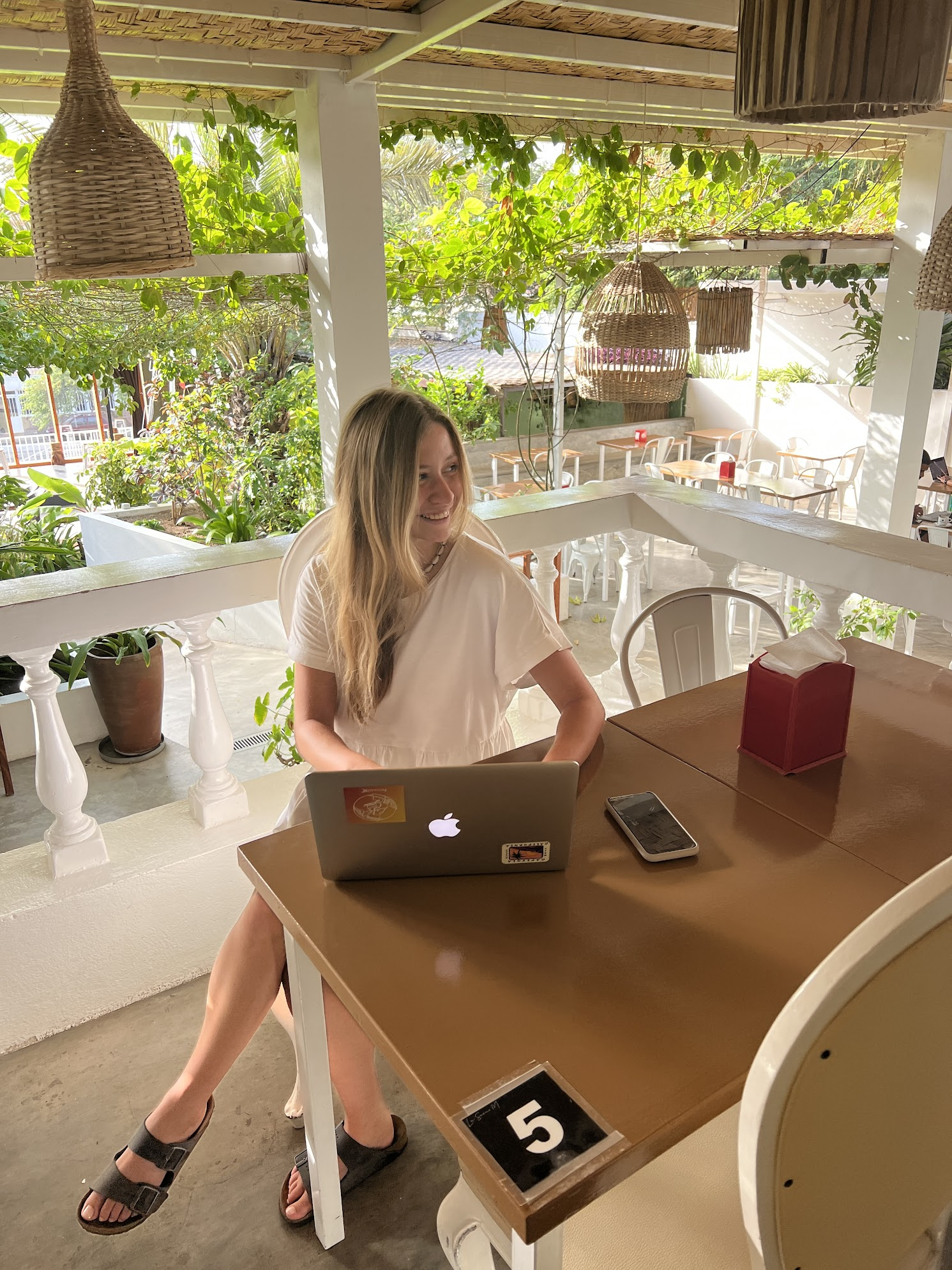
Cyfrowa nomadka pracująca w restauracji

## Zalety
Bycie cyfrowym nomadą ma wiele zalet. Główne powody, dla których ludzie zostają cyfrowymi nomadami to chęć podróżowania, niezależność od lokalizacji, możliwość nawiązywania znajomości, a także poznawanie obcych kultur i języków.
Koszty życia, klimat, różnorodność i dostęp do rozrywki to główne kryteria, które cyfrowi nomadzi biorą pod uwagę przy wyborze miejsca pracy zdalnej. Popularnymi kierunkami cyfrowych nomadów są miejsca atrakcyjne pod względem turystycznym, m.in. Bali, Madera, Aruba, Andaluzja, Kostaryka, Chorwacja czy Portugalia.

## Wyzwania
Głównym wyzwaniem cyfrowych nomadów jest poczucie osamotnienia i wypalenie zawodowe. Praca zdalna połączona z podróżowaniem zwykle wymaga oderwania od osobistych zobowiązań, takich jak małżeństwo. Natomiast brak bezpośredniego kontaktu z ludźmi twarzą w twarz może powodować problemy z utrzymaniem zdrowia psychicznego.
Inne wyzwania cyfrowych nomadów dotyczą kwestii międzynarodowego ubezpieczenia zdrowotnego, stosowania się do przepisów lokalnych, w tym płacenia podatków i uzyskiwania wiz pracowniczych, a także utrzymywania relacji na odległość z rodziną i przyjaciółmi. Cyfrowi nomadzi rzadko mają dostęp do świadczeń emerytalnych czy ubezpieczenia od bezrobocia. Co więcej, trudno jest im wyraźnie oddzielić czas wolny od pracy, a także zwykle zarabiają mniej niż mogliby zarobić w ramach tradycyjnego zatrudnienia.

## Kwestie prawne
Wielu cyfrowych nomadów pochodzi z krajów bardziej rozwiniętych i posiada paszporty, które dają im możliwości swobodnego podróżowania. Z tego powodu wielu z nich podejmuje pracę podczas pobytu w danym kraju posiadając wizę turystyczną. Taka praktyka jest technicznie rzecz biorąc nielegalna i budzi kontrowersje.
Wiele krajów wprowadziło specjalne regulacje prawne i systemy wizowe skierowane bezpośrednio do cyfrowych nomadów. Są to m.in. takie kraje jak: Antigua i Barbuda, Argentyna, Bermudy, Brazylia, Chorwacja, Cypr, Estonia, Grecja, Gruzja, Hiszpania, Holandia, Islandia, Indonezja, Kajmany, Kostaryka, Łotwa, Malta, Mauritius, Norwegia (tylko w Svalbard), Południowa Afryka, Portugalia, Rumunia, Węgry, Włochy, Zjednoczone Emiraty Arabskie (Dubaj).